# Lažánky (kraj południowomorawski)
Lažánky – wieś i gmina w Czechach, w powiecie Brno, w kraju południowomorawskim. Według danych z dnia 1 stycznia 2014 liczyła 712 mieszkańców.